# Reign of the Tec
Reign of the Tec ist die Debütsingle der East Coast Hip Hop-Gruppe The Beatnuts.

## Hintergrund
Die Single wurde am 23. März 1993 von Relativity Records veröffentlicht, bevor sie auf der Debüt-EP Intoxicated Demons: The EP veröffentlicht wurde. Das Stück wurde von The Beatnuts produziert und enthält Raps von Juju und Psycho Les. Es enthält einen Beat, der ein Gitarrenriff aus "Wicked World" der Metal-Band Black Sabbath verwendet. Der Song und das dazugehörige Musikvideo unter der Regie von David Perez Shadi werden als "Getting The Beatnuts aware" bezeichnet. DJ Fatboy von RapReviews.com listet seine bemerkenswerten Aspekte auf: einen "ansteckenden Refrain", ein Vokal-Sample aus Brand Nubians "Punks Jump Up to Get Beat Down (Remix)" und humorvolle Texte.
"Reign of the Tec" gilt heute als ein Hit unter den Beatnuts. Sie ist auf allen drei größten Hit-Compilations von The Beatnuts zu finden. Del tha Funkee Homosapien zitierte Texte aus Jujus Vers auf seinem 1993er Song "Wack M.C.'s".

## Single track list

### A-Side
1. "Reign of the Tec (Radio Edit)" (3:39)
2. "Reign of the Tec (EP Version)" (3:39)

### B-Side
1. "Reign of the Tec" (Instrumental) (5:14)